# Cloephoracris disrupta
Cloephoracris disrupta är en insektsart som beskrevs av David M. Rowell 1999. Cloephoracris disrupta ingår i släktet Cloephoracris och familjen Romaleidae. Inga underarter finns listade i Catalogue of Life.